# Selenops lesnei
Selenops lesnei là một loài nhện trong họ Selenopidae.
Loài này thuộc chi Selenops. Selenops lesnei được miêu tả năm 1936 bởi Lessert.